# Pholetesor bedelliae
Pholetesor bedelliae är en stekelart som först beskrevs av Henry Lorenz Viereck 1911.  Pholetesor bedelliae ingår i släktet Pholetesor och familjen bracksteklar. Inga underarter finns listade i Catalogue of Life.